# Adagio für Violoncello und Klavier (Prokofjew)
Adagio op. 97a für Violoncello und Klavier aus Aschenbrödel ist ein kammermusikalisches Werk des russischen Komponisten Sergej Prokofjew, das 1944 erschien und eine Bearbeitung aus Prokofjews Ballettmusik zu Aschenbrödel (1945) ist.
Prokofjews Adagio op. 97 für Violoncello und Klavier stammt aus dem Ballett Aschenbrödel und ist eine Transkription, adaptiert für Violoncello und Klavier. Entstanden ist das Werk zwischen 1940 und 1944; die Bearbeitung für ein Melodieinstrument mit Begleitung ist eng mit dem zehnten und letzten Adagio-Satz der Klavierstücke op. 97 verknüpft, daher die Bezeichnung op. 97a. Die Musik des Adagio op. 97a für Violoncello und Klavier bezieht sich auf ein Liebesduett zwischen Aschenbrödel und dem Prinzen aus dem 2. Akt des Balletts; auch dort erklingt das weiche sinnliche Thema des C-Dur-Adagios in den Violoncelli. Uraufgeführt wurde das Adagio am 19. April 1944, als es vom Moskauer Radio ausgestrahlt wurde.